# Вакуумный аппарат пожарных насосов

Газоструй. Вакуумный аппарат работающий на выхлопных газах пожарного автомобиля

Шиберный вакуумный аппарат с автономным приводом автомобильным электростартером

Поршневой вакуумный аппарат с кулачковым приводом и отключением под действием давления воды из пожарного насоса. Функцию клапанов выполняют резиновые пластины

Вакуумный аппарат пожарных насосов  — вакуумный насос, используемый на начальной стадии забора воды из открытого водоема. Не требуется при заборе воды из гидранта. Использование происходит путем откачки воздуха из полости пожарного насоса и заполнения его водой перед пуском в работу. Максимальная величина вакуума, создаваемая аппаратом, составляет 80-90 КПа (0,8-0,9 кгс/см²).

## Типы вакуумных аппаратов
Для создания вакуума в пожарных насосах используются различные типы вакуумных насосов:
- Струйные вакуумные аппараты, так называемые газоструи, работающие на выхлопных газах пожарного автомобиля по принципу эжектора.
- Шиберные вакуумные аппараты, с различными типами приводов (электрическим и механическим).
- Поршневые вакуумные аппараты.
- Диафрагменные вакуумные аппараты.
- Водокольцевые вакуумные аппараты.

## История применения
Одним из первых для заполнения центробежных насосов пожарных автомобилей, использовали струйный вакуумный аппарат «газоструй». Применение данного устройства было обусловлено простотой конструкции и изготовления. Газоструй монтировался в систему выпуска выхлопных газов пожарного автомобиля перед глушителем. Для создания вакуума необходимо было перекрыть заслонкой 1 (на илл.) отверстие подсоединения глушителя автомобиля и направить выхлопные газы в диффузор 2. К диффузору подсоединялась вакуумная трубка 3 пожарного насоса. Двигатель пожарного автомобиля разгонялся, скорость выхлопных газов увеличивалась, и в трубке связанной с пожарным насосом создавался вакуум. Работа газоструя продолжалась до заполнения пожарного насоса водой. Для контроля заполнения водой насоса в вакуумном кране предусмотрен глазок. При появлении воды в глазке оператор перекрывал вакуумный кран, выключал газоструй и включал пожарный насос. В некоторых моделях пожарных автомобилей в газоструй монтировался резонатор звуковой сирены, с помощью которого, подавался звуковой сигнал. Данная схема создания вакуума существовала достаточно долго и сейчас существует на старых пожарных автомобилях. В дальнейшем стали использоваться шиберные и поршневые вакуумные аппараты. Также были попытки использовать диафрагменные и водокольцевые вакуумные аппараты, однако широкого применения в пожарной технике данные типы аппаратов не получили.

## Основные характеристики
- Струйные вакуумные аппараты устарели и не соответствуют современным экологическим нормам, так как при частой проверке пожарного насоса на герметичность необходимо сильно разгонять двигатель автомобиля, в результате чего выделяется большое количество отработанных газов, которые не проходят через выхлопную систему автомобиля и не очищаются. Кроме того, производители современных шасси, для пожарных машин, не разрешают вмешиваться в выхлопную систему, так как при этом нарушается работа системы автоматики автомобиля, которая управляет работой двигателя.
- Шиберные вакуумные аппараты автономны, не требуют вмешиваться в конструкцию выхлопной системы шасси, могут иметь различные типы приводов, в том числе и электрический привод, однако имеют ряд недостатков. Для более надёжной работы аппарата составные части необходимо изготавливать из коррозионностойких материалов, что, как правило, не делается. При работе аппарата не исключено попадание воды в рабочую полость. При длительном не использовании в пазах ротора может накопиться ржавчина, и пластинки могут заедать. Также для смазки трущихся поверхностей и пластин во время работы используется масло. Масло в процессе работы выбрасывается в окружающую среду, иногда в смеси с водой. В процессе использования необходимо постоянно следить за уровнем масла в бачке.
- Поршневые вакуумные аппараты более совершенны, при качественном изготовлении надёжны и соответствуют современным экологическим нормам. Могут выпускаться с различными приводами, а также с различными системами включения, как ручными, так и автоматическими. В большинстве случаев являются конструктивным элементом пожарного насоса, как модульным, так и встроенным в насос.
- В связи с тем, что на различных марках пожарной техники устанавливаются различные по производительности пожарные насосы, объём полостей насоса и всасывающих рукавов различен. Это влияет на время набора вакуума и забора воды. Так как время забора воды пожарным автомобилем ограничено современными стандартами и составляет около 45 секунд, при производстве вакуумные аппараты подбираются соответственно.